# Эльмар Бьярнасон
Теодор Эльмар Бьярнасон, Теоудоур Эльмар Бьяднасон (исл. Theódór Elmar "Teddy" Bjarnason; родился 4 марта 1987 года в Рейкьявике, Исландия) — исландский футболист, полузащитник клуба «Элязыгспор» и сборной Исландии. Участник чемпионата Европы 2016 года.

## Клубная карьера
Бьярнасон воспитанник клуба «Рейкьявик», в 16 лет подписал контракт с шотландским «Селтиком». Из-за своего возраста, Теодор до совершеннолетия выступал на родине, после чего переехал в Шотландию. В конце сезона 2006/2007 в матче против «Хиберниана» он дебютировал в шотландской Премьер лиге. В том же сезоне Эльмар стал обладателем Кубка Шотландии.
15 января 2008 года Бьярнасон перешёл в норвежский «Люн». В новом клубе он был основным футболистом принял участие во всех матчах сезона. В 2009 году Эльмар переехал в Швецию, где подписал контракт с клубом «Гётеборг». 2 августа в матче против «Хеккена» он дебютировал за новую команду. 6 мая 2010 года в поединке против «АИКа» Бьярнасон забил свой первый гол за клуб.
В 2012 году Эльмар перешёл в датский «Раннерс». 7 октября в матче против «Мидтъюлланна» он дебютировал в датской Суперлиге. В своем первом сезоне Бьярансон помог клубу завоевать серебряные медали первенства. 14 сентября 2014 года в поединке против «Брондбю» он забил свой первый гол за «Раннерс».
Летом 2015 года Эльмар перешёл в «Орхус», подписав контракт на два года. 19 июля в матче против «Брондбю» он дебютировал за новый клуб. 26 февраля в поединке против «Оденсе» Бярнасон забил свой первый гол за «Орхус». Летом 2017 года после окончания контракта Эльмар на правах свободного агента подписал соглашение с турецким «Элязыгспором». 14 августа в матче против «Алтынорду» он дебютировал в Первой лиге Турции.

## Международная карьера
В июне 2007 года в товарищеском матче против сборной Лихтенштейна Бьярнасон дебютировал за сборную Исландии.
Летом 2016 года Биркир попал в заявку сборной на участие в чемпионате Европы во Франции. На турнире он сыграл в матчах против команд Португалии, Австрии и Англии.

## Достижения
Командные
 «Селтик»
- Обладатель Кубка Шотландии — 2006/2007